# Casillas de Flores
Casillas de Flores là một đô thị ở tỉnh Salamanca, phía tây Tây Ban Nha, cộng đồng tự trị Castile-Leon. Đô thị này có cự ly 123 kilômét so với thành phố Salamanca với dân số năm 2008 là 119 người. Đô thị Casillas de Flores có diện tích 42,6 km².
Đô thị Casillas de Flores nằm trên khu vực có độ cao 853 mét trên mực nước biển.
Mã số bưu chính là 37541.
==Tham khảo==